# PASOK
PASOK (Grieks: ΠΑΣΟΚ), een letterwoord voor "Panellinio Sosialistiko Kinima" (Grieks: Πανελλήνιο Σοσιαλιστικό Κίνημα, ΠΑ.ΣΟ.Κ) (Panhelleense Socialistische Beweging), is een Griekse politieke partij, die in 1974 opgericht werd door Andreas Papandreou en voortkomt uit de Panhelleense bevrijdingsbeweging (PAK) tegen de dictatuur van het kolonelsregime.
De partij vormde in 1981 de eerste sociaaldemocratische regering van Griekenland en vormt sindsdien met enige regelmaat de Griekse regering. De partij is lid van de Socialistische Internationale, en is binnen het Europees Parlement lid van de Progressieve Alliantie van Socialisten en Democraten.

## Ontstaan van de partij
De partij werd op 3 september 1974 opgericht door Andreas Papandreou. Dit gebeurde na een dictatuur van zeven jaar. Bij de eerste verkiezingen in november 1974 haalde de partij slechts 13,5 procent van de stemmen en daarmee 15 van 300 beschikbare zetels. Daarmee was zij de derde partij van het land. Bij de verkiezingen in november 1977 behaalde zij al meer dan een kwart van de stemmen en 92 zetels. Bij de verkiezingen in oktober 1981 behaalde zij ruim 48 procent van de stemmen en behaalde met 172 zetels een meerderheid in het parlement. Papandreou werd de eerste premier afkomstig uit PASOK. De partij had de verkiezingen gewonnen door te pleiten voor het uitstappen van Griekenland uit de NAVO en de Europese Economische Gemeenschap, maar nadat de partij de regering vormde ging zij hier toch niet toe over. In 1985 amendeerde zij de grondwet waardoor er minder macht kwam te liggen bij de president en meer bij de premier en de regering. Ook hoefden huwelijken niet meer bevestigd te worden door de kerk. Seculiere huwelijken kregen daardoor dezelfde status als een religieus huwelijk. Bij de verkiezingen in juni 1985 kreeg de partij 45 procent van de stemmen en 161 zetels in het parlement. In 1988 had de partij aan populariteit ingeboet vanwege een serie schandalen die te maken hadden met corruptie, waarbij verschillende ministers van de partij en premier Papandreou betrokken waren. Bij de verkiezingen in 1989 kreeg zij 40 procent van de stemmen en werd voorbijgestreefd door Nea Dimokratia.
In de oppositie onderging PASOK een leiderschapscrisis omdat Papandreou betrokken was bij een bankschandaal. Hij werd niet veroordeeld en leidde de partij bij de verkiezingen van oktober 1993 tot een grote overwinning. In deze zaak werd hij verdedigd door de huidige partijleider die toen advocaat was, Evangelos Venizelos. Daardoor kon hij opnieuw premier worden. Hij kreeg echter gezondheidsproblemen en trok zich in januari 1996 terug als premier. Toen lag de premier al drie maanden in het ziekenhuis. Zes maanden later zou Papandreou overlijden. Hij werd door Costas Simitis opgevolgd als premier. Deze stond een pro-Europese koers voor. In de eerste dagen als premier had hij te maken met de grootste crisis in 20 jaar. De kersverse premier kreeg het aan de stok met grote buurman Turkije, toen een grensgeschil om het onooglijke rotseilandje Imiá bijna ontaardde. Door toedoen van de Amerikaanse president Clinton kon een heuse oorlog vermeden worden. Dit was een smet op het blazoen van Simitis, maar met zijn zakelijke stijl van regeren en de periode van economische groei die Griekenland doormaakte won PASOK ook de verkiezingen in september 1996. In de eerste termijn van Simitis als premier haalde Griekenland de Olympische Zomerspelen van 2004 naar Athene toe en werd het land toegelaten tot de Eurozone. In 2000 won Simitis nogmaals de verkiezingen. In de periode nam de steun voor PASOK onder de middenklasse af. Simitis besloot zich daarom niet herkiesbaar te stellen en werd opgevolgd als partijleider door George Papandreou, zoon van Andreas Papandreou. Deze liep een deel van de achterstand in de peilingen in op Nea Dimokratia dat onder leiding stond van Kostas Karamanlis, maar de partij verloor toch nog de verkiezingen. Op 14 juni 2015 volgde Fofi Gennimata Evangelos Venizelos op als partijlijder.

## Verkiezingen
Bij de verkiezingen van 2007 verloor PASOK nogmaals van Nea Dimokratia. Het partijleiderschap van Papandreou kwam daardoor ter discussie te staan, maar hij slaagde bij interne verkiezingen erin dat te behouden.

De Griekse parlementsverkiezingen van 2009 werden door PASOK gewonnen. Zij werd de grootste partij met 43.92 procent van de stemmen en een meerderheid aan zetels in het parlement. Op 6 oktober 2009 werd Papandreou benoemd als premier en werd het kabinet-Papandreou gevormd. Door de crisis moest Griekenland enorm bezuinigen waardoor Papandreou in grote politieke problemen kwam. Op 4 november 2011 overleefde hij een vertrouwensstemming met 153 van de 300 stemmen. Op 6 november kwamen Papandreou, Antonis Samaras en Georgios Karatzaferis overeen een overgangsregering met PASOK, Nea Dimokratia en de Orthodox-Griekse Volkspartij (LAOS) te vormen. Op 11 november werd een nieuwe regering onder leiding van Loukas Papadimos gevormd. Evangelos Venizelos werd benoemd als de nieuwe partijleider.

Bij de Griekse parlementsverkiezingen van mei 2012 behaalde PASOK 41 zetels en bij Griekse parlementsverkiezingen van juni 2012 33 zetels. PASOK trad toe tot het kabinet-Samaras en vormde een coalitie met Nea Dimokratia en Democratisch Links.

## Overzicht verkiezingsuitslagen
| Jaar           | Partijleider        | Stemmenaantal | Stemmenpercentage | Aantal leden in het Griekse parlement | Positie in het parlement               |
| -------------- | ------------------- | ------------- | ----------------- | ------------------------------------- | -------------------------------------- |
| 1974           | Andreas Papandreou  | 666.413       | 13,6%             | 12                                    | Kleine oppositiepartij                 |
| 1977           | Andreas Papandreou  | 1.300.025     | 25,3%             | 93                                    | Grootse oppositiepartij                |
| 1981           | Andreas Papandreou  | 2.726.309     | 48,1%             | 172                                   | Regering                               |
| 1985           | Andreas Papandreou  | 2.916.735     | 45,8%             | 161                                   | Regering                               |
| 1989-I         | Andreas Papandreou  | 2.551.518     | 39,1%             | 125                                   | Grootse oppositiepartij                |
| 1989-II        | Andreas Papandreou  | 2.724.334     | 40,7%             | 128                                   | Regering met alle partijen             |
| 1990           | Andreas Papandreou  | 2.543.042     | 38,6%             | 123                                   | Regering                               |
| 1993           | Andreas Papandreou  | 3.234.777     | 46,9%             | 170                                   | Regering                               |
| 1996           | Costas Simitis      | 2.813.245     | 41,5%             | 162                                   | Regering                               |
| 2000           | Costas Simitis      | 3.007.596     | 43,8%             | 158                                   | Regering                               |
| 2004           | Georgios Papandreou | 3.002.531     | 40,6%             | 117                                   | Grootse oppositiepartij                |
| 2007           | Georgios Papandreou | 2.727.853     | 38,10%            | 102                                   | Grootse oppositiepartij                |
| 2009           | Georgios Papandreou | 3.012.373     | 43,92%            | 160                                   | Regering                               |
| mei 2012       | Evangelos Venizelos | 827.459       | 13,2%             | 41                                    | onbeslist, nieuwe verkiezingen in juni |
| juni 2012      | Evangelos Venizelos | 755.832       | 12,3%             | 33                                    | Regering                               |
| januari 2015   | Evangelos Venizelos | 289.482       | 4,68%             | 13                                    | Oppositie                              |
| september 2015 | Fofi Gennimata      | 341.390       | 6,28%             | 17                                    | Oppositie                              |